# Холандска одбрана
Овај чланак користи алгебарску шаховску нотацију како би се описали шаховски потези.
Холандска одбрана је шаховско отварање које карактеришу потези:
1. д4 ф5
Потез црног 1 ... ф5 поставља захтев за е-поље и предвиђа напад у средишњици на краљевој страни; међутим, он такође слаби краљеву страну црног (посебно дијагоналу е8 – х5)  и не доприноси развоју црног. Попут сицилијанске одбране, и холандска одбрана је агресивно и неуравнотежено отварање, што резултира најнижим процентом извлачења међу најчешћим одговорима на 1.д4. Историјски гледано, бијели је испробао многе методе за искориштавање слабости краљеве стране, попут Стонтон Гамбита (2.е4) и Корчнојев напад (2.х3 и 3.г4).
Холандска одбрана никада није била главна линија против 1.д4 и ретко се виђа у конкуренцији на високом нивоу, мада су га многи успешни играчи, укључујући Александра Аљехина, Бента Ларсена, Пола Морфија и Мигел Најдорфа, успјешно користили. Његова најистакнутија употреба можда је била 1951. године, када су је и светски првак Михаил Ботвиник и његов изазивач Давид Бронштајн одиграли у својој игри за Светско првенство 1951. године.

## Историја
Елиас Штајн (1748. – 1812), Алзанац који се настанио у Хагу, препоручио је одбрану као најбољи одговор на 1.д4 у својој књизи „ Ноувел ессаи сур ле јеу дес ецхецс“ из 1789. године, авец дес рефлекионс милитаната рођака а це јеу .
Сигберт Тараш одбацио је отварање као незвучно у свом делу „Гејм оф Чес“ из 1931. године, тврдећи да би бијели требало да одговори Стонтон Гамбит-ом, а бијели је бољи послије 2.е4 фхе4 3. Сц3 Сф6 4. Лг5 ц6 5.ф3 ехф3 

## Теорија
Бијели најчешће фијанкетира краљеве ловце са г3 и Бг2. Црни такође понекад фијанкетриа ловца свог краља са ... г6 и. . . Лг7 ( Лењинградски холандска ), али умјесто тога може развити свог ловца на е7, д6 (после ... д5), или б4 (посљедњи се најчешће види ако бијели игра ц4 пре рокаде). Игра често иде 2.г3 Сф6 3. Лг2 е6 4. Сф3 (4. Сх3 !? такође је могуће, намјеравајући Сф4 – д3 да контролише поље е5 ако црни игра Стонволову варијанту ) 4. . . Ле7 5.0-0 0-0 6.ц4 и сада црни бира између 6 ... д5 (карактеристичан потез Стонвола), 6 ... д6, Илин-Зевски варијанта (данас мање популарана) или Аљехинов потез 6 . . . Се4 !? задржавајући могућност померања д-пјешака за један или два поља.
Нападачки потенцијал отварања приказан је у пољској Бесмртној партији, у којем је Мигел Најдорф, користећи варијанту Стонвола, жртвовао све своје скакаче и ловце да би га побиједио матом .

## Практичари
Холандски Стонвол уживао је у порасту интересовања током 1980-их и 1990-их, када су водећи великани Артур Јусупов, Сергеј Долматов, Најџел Шорт и Симен Агдестеин помогли да развију систем у којем црни игра раније ... д5 и поставља свог тамнопољног ловца на д6 . Названа Модерни Стонвол, ова поставка је остала популарнија од традиционалне Ле7.
Магнус Карлсен искористио је Стонвол за постизање побједе против Висванатхан Ананда  и Фабиана Каруане .

## Наставак бијелог
|   | a | b | c | d | e | f | g | h |   |
| 8 | a8 black rook · b8 black knight · c8 black bishop · d8 black queen · f8 black rook · g8 black king · a7 black pawn · b7 black pawn · c7 black pawn · e7 black pawn · g7 black bishop · h7 black pawn · d6 black pawn · f6 black knight · g6 black pawn · f5 black pawn · c4 white pawn · d4 white pawn · f3 white knight · g3 white pawn · a2 white pawn · b2 white pawn · e2 white pawn · f2 white pawn · g2 white bishop · h2 white pawn · a1 white rook · b1 white knight · c1 white bishop · d1 white queen · f1 white rook · g1 white king | a8 black rook · b8 black knight · c8 black bishop · d8 black queen · f8 black rook · g8 black king · a7 black pawn · b7 black pawn · c7 black pawn · e7 black pawn · g7 black bishop · h7 black pawn · d6 black pawn · f6 black knight · g6 black pawn · f5 black pawn · c4 white pawn · d4 white pawn · f3 white knight · g3 white pawn · a2 white pawn · b2 white pawn · e2 white pawn · f2 white pawn · g2 white bishop · h2 white pawn · a1 white rook · b1 white knight · c1 white bishop · d1 white queen · f1 white rook · g1 white king | a8 black rook · b8 black knight · c8 black bishop · d8 black queen · f8 black rook · g8 black king · a7 black pawn · b7 black pawn · c7 black pawn · e7 black pawn · g7 black bishop · h7 black pawn · d6 black pawn · f6 black knight · g6 black pawn · f5 black pawn · c4 white pawn · d4 white pawn · f3 white knight · g3 white pawn · a2 white pawn · b2 white pawn · e2 white pawn · f2 white pawn · g2 white bishop · h2 white pawn · a1 white rook · b1 white knight · c1 white bishop · d1 white queen · f1 white rook · g1 white king | a8 black rook · b8 black knight · c8 black bishop · d8 black queen · f8 black rook · g8 black king · a7 black pawn · b7 black pawn · c7 black pawn · e7 black pawn · g7 black bishop · h7 black pawn · d6 black pawn · f6 black knight · g6 black pawn · f5 black pawn · c4 white pawn · d4 white pawn · f3 white knight · g3 white pawn · a2 white pawn · b2 white pawn · e2 white pawn · f2 white pawn · g2 white bishop · h2 white pawn · a1 white rook · b1 white knight · c1 white bishop · d1 white queen · f1 white rook · g1 white king | a8 black rook · b8 black knight · c8 black bishop · d8 black queen · f8 black rook · g8 black king · a7 black pawn · b7 black pawn · c7 black pawn · e7 black pawn · g7 black bishop · h7 black pawn · d6 black pawn · f6 black knight · g6 black pawn · f5 black pawn · c4 white pawn · d4 white pawn · f3 white knight · g3 white pawn · a2 white pawn · b2 white pawn · e2 white pawn · f2 white pawn · g2 white bishop · h2 white pawn · a1 white rook · b1 white knight · c1 white bishop · d1 white queen · f1 white rook · g1 white king | a8 black rook · b8 black knight · c8 black bishop · d8 black queen · f8 black rook · g8 black king · a7 black pawn · b7 black pawn · c7 black pawn · e7 black pawn · g7 black bishop · h7 black pawn · d6 black pawn · f6 black knight · g6 black pawn · f5 black pawn · c4 white pawn · d4 white pawn · f3 white knight · g3 white pawn · a2 white pawn · b2 white pawn · e2 white pawn · f2 white pawn · g2 white bishop · h2 white pawn · a1 white rook · b1 white knight · c1 white bishop · d1 white queen · f1 white rook · g1 white king | a8 black rook · b8 black knight · c8 black bishop · d8 black queen · f8 black rook · g8 black king · a7 black pawn · b7 black pawn · c7 black pawn · e7 black pawn · g7 black bishop · h7 black pawn · d6 black pawn · f6 black knight · g6 black pawn · f5 black pawn · c4 white pawn · d4 white pawn · f3 white knight · g3 white pawn · a2 white pawn · b2 white pawn · e2 white pawn · f2 white pawn · g2 white bishop · h2 white pawn · a1 white rook · b1 white knight · c1 white bishop · d1 white queen · f1 white rook · g1 white king | a8 black rook · b8 black knight · c8 black bishop · d8 black queen · f8 black rook · g8 black king · a7 black pawn · b7 black pawn · c7 black pawn · e7 black pawn · g7 black bishop · h7 black pawn · d6 black pawn · f6 black knight · g6 black pawn · f5 black pawn · c4 white pawn · d4 white pawn · f3 white knight · g3 white pawn · a2 white pawn · b2 white pawn · e2 white pawn · f2 white pawn · g2 white bishop · h2 white pawn · a1 white rook · b1 white knight · c1 white bishop · d1 white queen · f1 white rook · g1 white king | 8 |
| 7 | a8 black rook · b8 black knight · c8 black bishop · d8 black queen · f8 black rook · g8 black king · a7 black pawn · b7 black pawn · c7 black pawn · e7 black pawn · g7 black bishop · h7 black pawn · d6 black pawn · f6 black knight · g6 black pawn · f5 black pawn · c4 white pawn · d4 white pawn · f3 white knight · g3 white pawn · a2 white pawn · b2 white pawn · e2 white pawn · f2 white pawn · g2 white bishop · h2 white pawn · a1 white rook · b1 white knight · c1 white bishop · d1 white queen · f1 white rook · g1 white king | a8 black rook · b8 black knight · c8 black bishop · d8 black queen · f8 black rook · g8 black king · a7 black pawn · b7 black pawn · c7 black pawn · e7 black pawn · g7 black bishop · h7 black pawn · d6 black pawn · f6 black knight · g6 black pawn · f5 black pawn · c4 white pawn · d4 white pawn · f3 white knight · g3 white pawn · a2 white pawn · b2 white pawn · e2 white pawn · f2 white pawn · g2 white bishop · h2 white pawn · a1 white rook · b1 white knight · c1 white bishop · d1 white queen · f1 white rook · g1 white king | a8 black rook · b8 black knight · c8 black bishop · d8 black queen · f8 black rook · g8 black king · a7 black pawn · b7 black pawn · c7 black pawn · e7 black pawn · g7 black bishop · h7 black pawn · d6 black pawn · f6 black knight · g6 black pawn · f5 black pawn · c4 white pawn · d4 white pawn · f3 white knight · g3 white pawn · a2 white pawn · b2 white pawn · e2 white pawn · f2 white pawn · g2 white bishop · h2 white pawn · a1 white rook · b1 white knight · c1 white bishop · d1 white queen · f1 white rook · g1 white king | a8 black rook · b8 black knight · c8 black bishop · d8 black queen · f8 black rook · g8 black king · a7 black pawn · b7 black pawn · c7 black pawn · e7 black pawn · g7 black bishop · h7 black pawn · d6 black pawn · f6 black knight · g6 black pawn · f5 black pawn · c4 white pawn · d4 white pawn · f3 white knight · g3 white pawn · a2 white pawn · b2 white pawn · e2 white pawn · f2 white pawn · g2 white bishop · h2 white pawn · a1 white rook · b1 white knight · c1 white bishop · d1 white queen · f1 white rook · g1 white king | a8 black rook · b8 black knight · c8 black bishop · d8 black queen · f8 black rook · g8 black king · a7 black pawn · b7 black pawn · c7 black pawn · e7 black pawn · g7 black bishop · h7 black pawn · d6 black pawn · f6 black knight · g6 black pawn · f5 black pawn · c4 white pawn · d4 white pawn · f3 white knight · g3 white pawn · a2 white pawn · b2 white pawn · e2 white pawn · f2 white pawn · g2 white bishop · h2 white pawn · a1 white rook · b1 white knight · c1 white bishop · d1 white queen · f1 white rook · g1 white king | a8 black rook · b8 black knight · c8 black bishop · d8 black queen · f8 black rook · g8 black king · a7 black pawn · b7 black pawn · c7 black pawn · e7 black pawn · g7 black bishop · h7 black pawn · d6 black pawn · f6 black knight · g6 black pawn · f5 black pawn · c4 white pawn · d4 white pawn · f3 white knight · g3 white pawn · a2 white pawn · b2 white pawn · e2 white pawn · f2 white pawn · g2 white bishop · h2 white pawn · a1 white rook · b1 white knight · c1 white bishop · d1 white queen · f1 white rook · g1 white king | a8 black rook · b8 black knight · c8 black bishop · d8 black queen · f8 black rook · g8 black king · a7 black pawn · b7 black pawn · c7 black pawn · e7 black pawn · g7 black bishop · h7 black pawn · d6 black pawn · f6 black knight · g6 black pawn · f5 black pawn · c4 white pawn · d4 white pawn · f3 white knight · g3 white pawn · a2 white pawn · b2 white pawn · e2 white pawn · f2 white pawn · g2 white bishop · h2 white pawn · a1 white rook · b1 white knight · c1 white bishop · d1 white queen · f1 white rook · g1 white king | a8 black rook · b8 black knight · c8 black bishop · d8 black queen · f8 black rook · g8 black king · a7 black pawn · b7 black pawn · c7 black pawn · e7 black pawn · g7 black bishop · h7 black pawn · d6 black pawn · f6 black knight · g6 black pawn · f5 black pawn · c4 white pawn · d4 white pawn · f3 white knight · g3 white pawn · a2 white pawn · b2 white pawn · e2 white pawn · f2 white pawn · g2 white bishop · h2 white pawn · a1 white rook · b1 white knight · c1 white bishop · d1 white queen · f1 white rook · g1 white king | 7 |
| 6 | a8 black rook · b8 black knight · c8 black bishop · d8 black queen · f8 black rook · g8 black king · a7 black pawn · b7 black pawn · c7 black pawn · e7 black pawn · g7 black bishop · h7 black pawn · d6 black pawn · f6 black knight · g6 black pawn · f5 black pawn · c4 white pawn · d4 white pawn · f3 white knight · g3 white pawn · a2 white pawn · b2 white pawn · e2 white pawn · f2 white pawn · g2 white bishop · h2 white pawn · a1 white rook · b1 white knight · c1 white bishop · d1 white queen · f1 white rook · g1 white king | a8 black rook · b8 black knight · c8 black bishop · d8 black queen · f8 black rook · g8 black king · a7 black pawn · b7 black pawn · c7 black pawn · e7 black pawn · g7 black bishop · h7 black pawn · d6 black pawn · f6 black knight · g6 black pawn · f5 black pawn · c4 white pawn · d4 white pawn · f3 white knight · g3 white pawn · a2 white pawn · b2 white pawn · e2 white pawn · f2 white pawn · g2 white bishop · h2 white pawn · a1 white rook · b1 white knight · c1 white bishop · d1 white queen · f1 white rook · g1 white king | a8 black rook · b8 black knight · c8 black bishop · d8 black queen · f8 black rook · g8 black king · a7 black pawn · b7 black pawn · c7 black pawn · e7 black pawn · g7 black bishop · h7 black pawn · d6 black pawn · f6 black knight · g6 black pawn · f5 black pawn · c4 white pawn · d4 white pawn · f3 white knight · g3 white pawn · a2 white pawn · b2 white pawn · e2 white pawn · f2 white pawn · g2 white bishop · h2 white pawn · a1 white rook · b1 white knight · c1 white bishop · d1 white queen · f1 white rook · g1 white king | a8 black rook · b8 black knight · c8 black bishop · d8 black queen · f8 black rook · g8 black king · a7 black pawn · b7 black pawn · c7 black pawn · e7 black pawn · g7 black bishop · h7 black pawn · d6 black pawn · f6 black knight · g6 black pawn · f5 black pawn · c4 white pawn · d4 white pawn · f3 white knight · g3 white pawn · a2 white pawn · b2 white pawn · e2 white pawn · f2 white pawn · g2 white bishop · h2 white pawn · a1 white rook · b1 white knight · c1 white bishop · d1 white queen · f1 white rook · g1 white king | a8 black rook · b8 black knight · c8 black bishop · d8 black queen · f8 black rook · g8 black king · a7 black pawn · b7 black pawn · c7 black pawn · e7 black pawn · g7 black bishop · h7 black pawn · d6 black pawn · f6 black knight · g6 black pawn · f5 black pawn · c4 white pawn · d4 white pawn · f3 white knight · g3 white pawn · a2 white pawn · b2 white pawn · e2 white pawn · f2 white pawn · g2 white bishop · h2 white pawn · a1 white rook · b1 white knight · c1 white bishop · d1 white queen · f1 white rook · g1 white king | a8 black rook · b8 black knight · c8 black bishop · d8 black queen · f8 black rook · g8 black king · a7 black pawn · b7 black pawn · c7 black pawn · e7 black pawn · g7 black bishop · h7 black pawn · d6 black pawn · f6 black knight · g6 black pawn · f5 black pawn · c4 white pawn · d4 white pawn · f3 white knight · g3 white pawn · a2 white pawn · b2 white pawn · e2 white pawn · f2 white pawn · g2 white bishop · h2 white pawn · a1 white rook · b1 white knight · c1 white bishop · d1 white queen · f1 white rook · g1 white king | a8 black rook · b8 black knight · c8 black bishop · d8 black queen · f8 black rook · g8 black king · a7 black pawn · b7 black pawn · c7 black pawn · e7 black pawn · g7 black bishop · h7 black pawn · d6 black pawn · f6 black knight · g6 black pawn · f5 black pawn · c4 white pawn · d4 white pawn · f3 white knight · g3 white pawn · a2 white pawn · b2 white pawn · e2 white pawn · f2 white pawn · g2 white bishop · h2 white pawn · a1 white rook · b1 white knight · c1 white bishop · d1 white queen · f1 white rook · g1 white king | a8 black rook · b8 black knight · c8 black bishop · d8 black queen · f8 black rook · g8 black king · a7 black pawn · b7 black pawn · c7 black pawn · e7 black pawn · g7 black bishop · h7 black pawn · d6 black pawn · f6 black knight · g6 black pawn · f5 black pawn · c4 white pawn · d4 white pawn · f3 white knight · g3 white pawn · a2 white pawn · b2 white pawn · e2 white pawn · f2 white pawn · g2 white bishop · h2 white pawn · a1 white rook · b1 white knight · c1 white bishop · d1 white queen · f1 white rook · g1 white king | 6 |
| 5 | a8 black rook · b8 black knight · c8 black bishop · d8 black queen · f8 black rook · g8 black king · a7 black pawn · b7 black pawn · c7 black pawn · e7 black pawn · g7 black bishop · h7 black pawn · d6 black pawn · f6 black knight · g6 black pawn · f5 black pawn · c4 white pawn · d4 white pawn · f3 white knight · g3 white pawn · a2 white pawn · b2 white pawn · e2 white pawn · f2 white pawn · g2 white bishop · h2 white pawn · a1 white rook · b1 white knight · c1 white bishop · d1 white queen · f1 white rook · g1 white king | a8 black rook · b8 black knight · c8 black bishop · d8 black queen · f8 black rook · g8 black king · a7 black pawn · b7 black pawn · c7 black pawn · e7 black pawn · g7 black bishop · h7 black pawn · d6 black pawn · f6 black knight · g6 black pawn · f5 black pawn · c4 white pawn · d4 white pawn · f3 white knight · g3 white pawn · a2 white pawn · b2 white pawn · e2 white pawn · f2 white pawn · g2 white bishop · h2 white pawn · a1 white rook · b1 white knight · c1 white bishop · d1 white queen · f1 white rook · g1 white king | a8 black rook · b8 black knight · c8 black bishop · d8 black queen · f8 black rook · g8 black king · a7 black pawn · b7 black pawn · c7 black pawn · e7 black pawn · g7 black bishop · h7 black pawn · d6 black pawn · f6 black knight · g6 black pawn · f5 black pawn · c4 white pawn · d4 white pawn · f3 white knight · g3 white pawn · a2 white pawn · b2 white pawn · e2 white pawn · f2 white pawn · g2 white bishop · h2 white pawn · a1 white rook · b1 white knight · c1 white bishop · d1 white queen · f1 white rook · g1 white king | a8 black rook · b8 black knight · c8 black bishop · d8 black queen · f8 black rook · g8 black king · a7 black pawn · b7 black pawn · c7 black pawn · e7 black pawn · g7 black bishop · h7 black pawn · d6 black pawn · f6 black knight · g6 black pawn · f5 black pawn · c4 white pawn · d4 white pawn · f3 white knight · g3 white pawn · a2 white pawn · b2 white pawn · e2 white pawn · f2 white pawn · g2 white bishop · h2 white pawn · a1 white rook · b1 white knight · c1 white bishop · d1 white queen · f1 white rook · g1 white king | a8 black rook · b8 black knight · c8 black bishop · d8 black queen · f8 black rook · g8 black king · a7 black pawn · b7 black pawn · c7 black pawn · e7 black pawn · g7 black bishop · h7 black pawn · d6 black pawn · f6 black knight · g6 black pawn · f5 black pawn · c4 white pawn · d4 white pawn · f3 white knight · g3 white pawn · a2 white pawn · b2 white pawn · e2 white pawn · f2 white pawn · g2 white bishop · h2 white pawn · a1 white rook · b1 white knight · c1 white bishop · d1 white queen · f1 white rook · g1 white king | a8 black rook · b8 black knight · c8 black bishop · d8 black queen · f8 black rook · g8 black king · a7 black pawn · b7 black pawn · c7 black pawn · e7 black pawn · g7 black bishop · h7 black pawn · d6 black pawn · f6 black knight · g6 black pawn · f5 black pawn · c4 white pawn · d4 white pawn · f3 white knight · g3 white pawn · a2 white pawn · b2 white pawn · e2 white pawn · f2 white pawn · g2 white bishop · h2 white pawn · a1 white rook · b1 white knight · c1 white bishop · d1 white queen · f1 white rook · g1 white king | a8 black rook · b8 black knight · c8 black bishop · d8 black queen · f8 black rook · g8 black king · a7 black pawn · b7 black pawn · c7 black pawn · e7 black pawn · g7 black bishop · h7 black pawn · d6 black pawn · f6 black knight · g6 black pawn · f5 black pawn · c4 white pawn · d4 white pawn · f3 white knight · g3 white pawn · a2 white pawn · b2 white pawn · e2 white pawn · f2 white pawn · g2 white bishop · h2 white pawn · a1 white rook · b1 white knight · c1 white bishop · d1 white queen · f1 white rook · g1 white king | a8 black rook · b8 black knight · c8 black bishop · d8 black queen · f8 black rook · g8 black king · a7 black pawn · b7 black pawn · c7 black pawn · e7 black pawn · g7 black bishop · h7 black pawn · d6 black pawn · f6 black knight · g6 black pawn · f5 black pawn · c4 white pawn · d4 white pawn · f3 white knight · g3 white pawn · a2 white pawn · b2 white pawn · e2 white pawn · f2 white pawn · g2 white bishop · h2 white pawn · a1 white rook · b1 white knight · c1 white bishop · d1 white queen · f1 white rook · g1 white king | 5 |
| 4 | a8 black rook · b8 black knight · c8 black bishop · d8 black queen · f8 black rook · g8 black king · a7 black pawn · b7 black pawn · c7 black pawn · e7 black pawn · g7 black bishop · h7 black pawn · d6 black pawn · f6 black knight · g6 black pawn · f5 black pawn · c4 white pawn · d4 white pawn · f3 white knight · g3 white pawn · a2 white pawn · b2 white pawn · e2 white pawn · f2 white pawn · g2 white bishop · h2 white pawn · a1 white rook · b1 white knight · c1 white bishop · d1 white queen · f1 white rook · g1 white king | a8 black rook · b8 black knight · c8 black bishop · d8 black queen · f8 black rook · g8 black king · a7 black pawn · b7 black pawn · c7 black pawn · e7 black pawn · g7 black bishop · h7 black pawn · d6 black pawn · f6 black knight · g6 black pawn · f5 black pawn · c4 white pawn · d4 white pawn · f3 white knight · g3 white pawn · a2 white pawn · b2 white pawn · e2 white pawn · f2 white pawn · g2 white bishop · h2 white pawn · a1 white rook · b1 white knight · c1 white bishop · d1 white queen · f1 white rook · g1 white king | a8 black rook · b8 black knight · c8 black bishop · d8 black queen · f8 black rook · g8 black king · a7 black pawn · b7 black pawn · c7 black pawn · e7 black pawn · g7 black bishop · h7 black pawn · d6 black pawn · f6 black knight · g6 black pawn · f5 black pawn · c4 white pawn · d4 white pawn · f3 white knight · g3 white pawn · a2 white pawn · b2 white pawn · e2 white pawn · f2 white pawn · g2 white bishop · h2 white pawn · a1 white rook · b1 white knight · c1 white bishop · d1 white queen · f1 white rook · g1 white king | a8 black rook · b8 black knight · c8 black bishop · d8 black queen · f8 black rook · g8 black king · a7 black pawn · b7 black pawn · c7 black pawn · e7 black pawn · g7 black bishop · h7 black pawn · d6 black pawn · f6 black knight · g6 black pawn · f5 black pawn · c4 white pawn · d4 white pawn · f3 white knight · g3 white pawn · a2 white pawn · b2 white pawn · e2 white pawn · f2 white pawn · g2 white bishop · h2 white pawn · a1 white rook · b1 white knight · c1 white bishop · d1 white queen · f1 white rook · g1 white king | a8 black rook · b8 black knight · c8 black bishop · d8 black queen · f8 black rook · g8 black king · a7 black pawn · b7 black pawn · c7 black pawn · e7 black pawn · g7 black bishop · h7 black pawn · d6 black pawn · f6 black knight · g6 black pawn · f5 black pawn · c4 white pawn · d4 white pawn · f3 white knight · g3 white pawn · a2 white pawn · b2 white pawn · e2 white pawn · f2 white pawn · g2 white bishop · h2 white pawn · a1 white rook · b1 white knight · c1 white bishop · d1 white queen · f1 white rook · g1 white king | a8 black rook · b8 black knight · c8 black bishop · d8 black queen · f8 black rook · g8 black king · a7 black pawn · b7 black pawn · c7 black pawn · e7 black pawn · g7 black bishop · h7 black pawn · d6 black pawn · f6 black knight · g6 black pawn · f5 black pawn · c4 white pawn · d4 white pawn · f3 white knight · g3 white pawn · a2 white pawn · b2 white pawn · e2 white pawn · f2 white pawn · g2 white bishop · h2 white pawn · a1 white rook · b1 white knight · c1 white bishop · d1 white queen · f1 white rook · g1 white king | a8 black rook · b8 black knight · c8 black bishop · d8 black queen · f8 black rook · g8 black king · a7 black pawn · b7 black pawn · c7 black pawn · e7 black pawn · g7 black bishop · h7 black pawn · d6 black pawn · f6 black knight · g6 black pawn · f5 black pawn · c4 white pawn · d4 white pawn · f3 white knight · g3 white pawn · a2 white pawn · b2 white pawn · e2 white pawn · f2 white pawn · g2 white bishop · h2 white pawn · a1 white rook · b1 white knight · c1 white bishop · d1 white queen · f1 white rook · g1 white king | a8 black rook · b8 black knight · c8 black bishop · d8 black queen · f8 black rook · g8 black king · a7 black pawn · b7 black pawn · c7 black pawn · e7 black pawn · g7 black bishop · h7 black pawn · d6 black pawn · f6 black knight · g6 black pawn · f5 black pawn · c4 white pawn · d4 white pawn · f3 white knight · g3 white pawn · a2 white pawn · b2 white pawn · e2 white pawn · f2 white pawn · g2 white bishop · h2 white pawn · a1 white rook · b1 white knight · c1 white bishop · d1 white queen · f1 white rook · g1 white king | 4 |
| 3 | a8 black rook · b8 black knight · c8 black bishop · d8 black queen · f8 black rook · g8 black king · a7 black pawn · b7 black pawn · c7 black pawn · e7 black pawn · g7 black bishop · h7 black pawn · d6 black pawn · f6 black knight · g6 black pawn · f5 black pawn · c4 white pawn · d4 white pawn · f3 white knight · g3 white pawn · a2 white pawn · b2 white pawn · e2 white pawn · f2 white pawn · g2 white bishop · h2 white pawn · a1 white rook · b1 white knight · c1 white bishop · d1 white queen · f1 white rook · g1 white king | a8 black rook · b8 black knight · c8 black bishop · d8 black queen · f8 black rook · g8 black king · a7 black pawn · b7 black pawn · c7 black pawn · e7 black pawn · g7 black bishop · h7 black pawn · d6 black pawn · f6 black knight · g6 black pawn · f5 black pawn · c4 white pawn · d4 white pawn · f3 white knight · g3 white pawn · a2 white pawn · b2 white pawn · e2 white pawn · f2 white pawn · g2 white bishop · h2 white pawn · a1 white rook · b1 white knight · c1 white bishop · d1 white queen · f1 white rook · g1 white king | a8 black rook · b8 black knight · c8 black bishop · d8 black queen · f8 black rook · g8 black king · a7 black pawn · b7 black pawn · c7 black pawn · e7 black pawn · g7 black bishop · h7 black pawn · d6 black pawn · f6 black knight · g6 black pawn · f5 black pawn · c4 white pawn · d4 white pawn · f3 white knight · g3 white pawn · a2 white pawn · b2 white pawn · e2 white pawn · f2 white pawn · g2 white bishop · h2 white pawn · a1 white rook · b1 white knight · c1 white bishop · d1 white queen · f1 white rook · g1 white king | a8 black rook · b8 black knight · c8 black bishop · d8 black queen · f8 black rook · g8 black king · a7 black pawn · b7 black pawn · c7 black pawn · e7 black pawn · g7 black bishop · h7 black pawn · d6 black pawn · f6 black knight · g6 black pawn · f5 black pawn · c4 white pawn · d4 white pawn · f3 white knight · g3 white pawn · a2 white pawn · b2 white pawn · e2 white pawn · f2 white pawn · g2 white bishop · h2 white pawn · a1 white rook · b1 white knight · c1 white bishop · d1 white queen · f1 white rook · g1 white king | a8 black rook · b8 black knight · c8 black bishop · d8 black queen · f8 black rook · g8 black king · a7 black pawn · b7 black pawn · c7 black pawn · e7 black pawn · g7 black bishop · h7 black pawn · d6 black pawn · f6 black knight · g6 black pawn · f5 black pawn · c4 white pawn · d4 white pawn · f3 white knight · g3 white pawn · a2 white pawn · b2 white pawn · e2 white pawn · f2 white pawn · g2 white bishop · h2 white pawn · a1 white rook · b1 white knight · c1 white bishop · d1 white queen · f1 white rook · g1 white king | a8 black rook · b8 black knight · c8 black bishop · d8 black queen · f8 black rook · g8 black king · a7 black pawn · b7 black pawn · c7 black pawn · e7 black pawn · g7 black bishop · h7 black pawn · d6 black pawn · f6 black knight · g6 black pawn · f5 black pawn · c4 white pawn · d4 white pawn · f3 white knight · g3 white pawn · a2 white pawn · b2 white pawn · e2 white pawn · f2 white pawn · g2 white bishop · h2 white pawn · a1 white rook · b1 white knight · c1 white bishop · d1 white queen · f1 white rook · g1 white king | a8 black rook · b8 black knight · c8 black bishop · d8 black queen · f8 black rook · g8 black king · a7 black pawn · b7 black pawn · c7 black pawn · e7 black pawn · g7 black bishop · h7 black pawn · d6 black pawn · f6 black knight · g6 black pawn · f5 black pawn · c4 white pawn · d4 white pawn · f3 white knight · g3 white pawn · a2 white pawn · b2 white pawn · e2 white pawn · f2 white pawn · g2 white bishop · h2 white pawn · a1 white rook · b1 white knight · c1 white bishop · d1 white queen · f1 white rook · g1 white king | a8 black rook · b8 black knight · c8 black bishop · d8 black queen · f8 black rook · g8 black king · a7 black pawn · b7 black pawn · c7 black pawn · e7 black pawn · g7 black bishop · h7 black pawn · d6 black pawn · f6 black knight · g6 black pawn · f5 black pawn · c4 white pawn · d4 white pawn · f3 white knight · g3 white pawn · a2 white pawn · b2 white pawn · e2 white pawn · f2 white pawn · g2 white bishop · h2 white pawn · a1 white rook · b1 white knight · c1 white bishop · d1 white queen · f1 white rook · g1 white king | 3 |
| 2 | a8 black rook · b8 black knight · c8 black bishop · d8 black queen · f8 black rook · g8 black king · a7 black pawn · b7 black pawn · c7 black pawn · e7 black pawn · g7 black bishop · h7 black pawn · d6 black pawn · f6 black knight · g6 black pawn · f5 black pawn · c4 white pawn · d4 white pawn · f3 white knight · g3 white pawn · a2 white pawn · b2 white pawn · e2 white pawn · f2 white pawn · g2 white bishop · h2 white pawn · a1 white rook · b1 white knight · c1 white bishop · d1 white queen · f1 white rook · g1 white king | a8 black rook · b8 black knight · c8 black bishop · d8 black queen · f8 black rook · g8 black king · a7 black pawn · b7 black pawn · c7 black pawn · e7 black pawn · g7 black bishop · h7 black pawn · d6 black pawn · f6 black knight · g6 black pawn · f5 black pawn · c4 white pawn · d4 white pawn · f3 white knight · g3 white pawn · a2 white pawn · b2 white pawn · e2 white pawn · f2 white pawn · g2 white bishop · h2 white pawn · a1 white rook · b1 white knight · c1 white bishop · d1 white queen · f1 white rook · g1 white king | a8 black rook · b8 black knight · c8 black bishop · d8 black queen · f8 black rook · g8 black king · a7 black pawn · b7 black pawn · c7 black pawn · e7 black pawn · g7 black bishop · h7 black pawn · d6 black pawn · f6 black knight · g6 black pawn · f5 black pawn · c4 white pawn · d4 white pawn · f3 white knight · g3 white pawn · a2 white pawn · b2 white pawn · e2 white pawn · f2 white pawn · g2 white bishop · h2 white pawn · a1 white rook · b1 white knight · c1 white bishop · d1 white queen · f1 white rook · g1 white king | a8 black rook · b8 black knight · c8 black bishop · d8 black queen · f8 black rook · g8 black king · a7 black pawn · b7 black pawn · c7 black pawn · e7 black pawn · g7 black bishop · h7 black pawn · d6 black pawn · f6 black knight · g6 black pawn · f5 black pawn · c4 white pawn · d4 white pawn · f3 white knight · g3 white pawn · a2 white pawn · b2 white pawn · e2 white pawn · f2 white pawn · g2 white bishop · h2 white pawn · a1 white rook · b1 white knight · c1 white bishop · d1 white queen · f1 white rook · g1 white king | a8 black rook · b8 black knight · c8 black bishop · d8 black queen · f8 black rook · g8 black king · a7 black pawn · b7 black pawn · c7 black pawn · e7 black pawn · g7 black bishop · h7 black pawn · d6 black pawn · f6 black knight · g6 black pawn · f5 black pawn · c4 white pawn · d4 white pawn · f3 white knight · g3 white pawn · a2 white pawn · b2 white pawn · e2 white pawn · f2 white pawn · g2 white bishop · h2 white pawn · a1 white rook · b1 white knight · c1 white bishop · d1 white queen · f1 white rook · g1 white king | a8 black rook · b8 black knight · c8 black bishop · d8 black queen · f8 black rook · g8 black king · a7 black pawn · b7 black pawn · c7 black pawn · e7 black pawn · g7 black bishop · h7 black pawn · d6 black pawn · f6 black knight · g6 black pawn · f5 black pawn · c4 white pawn · d4 white pawn · f3 white knight · g3 white pawn · a2 white pawn · b2 white pawn · e2 white pawn · f2 white pawn · g2 white bishop · h2 white pawn · a1 white rook · b1 white knight · c1 white bishop · d1 white queen · f1 white rook · g1 white king | a8 black rook · b8 black knight · c8 black bishop · d8 black queen · f8 black rook · g8 black king · a7 black pawn · b7 black pawn · c7 black pawn · e7 black pawn · g7 black bishop · h7 black pawn · d6 black pawn · f6 black knight · g6 black pawn · f5 black pawn · c4 white pawn · d4 white pawn · f3 white knight · g3 white pawn · a2 white pawn · b2 white pawn · e2 white pawn · f2 white pawn · g2 white bishop · h2 white pawn · a1 white rook · b1 white knight · c1 white bishop · d1 white queen · f1 white rook · g1 white king | a8 black rook · b8 black knight · c8 black bishop · d8 black queen · f8 black rook · g8 black king · a7 black pawn · b7 black pawn · c7 black pawn · e7 black pawn · g7 black bishop · h7 black pawn · d6 black pawn · f6 black knight · g6 black pawn · f5 black pawn · c4 white pawn · d4 white pawn · f3 white knight · g3 white pawn · a2 white pawn · b2 white pawn · e2 white pawn · f2 white pawn · g2 white bishop · h2 white pawn · a1 white rook · b1 white knight · c1 white bishop · d1 white queen · f1 white rook · g1 white king | 2 |
| 1 | a8 black rook · b8 black knight · c8 black bishop · d8 black queen · f8 black rook · g8 black king · a7 black pawn · b7 black pawn · c7 black pawn · e7 black pawn · g7 black bishop · h7 black pawn · d6 black pawn · f6 black knight · g6 black pawn · f5 black pawn · c4 white pawn · d4 white pawn · f3 white knight · g3 white pawn · a2 white pawn · b2 white pawn · e2 white pawn · f2 white pawn · g2 white bishop · h2 white pawn · a1 white rook · b1 white knight · c1 white bishop · d1 white queen · f1 white rook · g1 white king | a8 black rook · b8 black knight · c8 black bishop · d8 black queen · f8 black rook · g8 black king · a7 black pawn · b7 black pawn · c7 black pawn · e7 black pawn · g7 black bishop · h7 black pawn · d6 black pawn · f6 black knight · g6 black pawn · f5 black pawn · c4 white pawn · d4 white pawn · f3 white knight · g3 white pawn · a2 white pawn · b2 white pawn · e2 white pawn · f2 white pawn · g2 white bishop · h2 white pawn · a1 white rook · b1 white knight · c1 white bishop · d1 white queen · f1 white rook · g1 white king | a8 black rook · b8 black knight · c8 black bishop · d8 black queen · f8 black rook · g8 black king · a7 black pawn · b7 black pawn · c7 black pawn · e7 black pawn · g7 black bishop · h7 black pawn · d6 black pawn · f6 black knight · g6 black pawn · f5 black pawn · c4 white pawn · d4 white pawn · f3 white knight · g3 white pawn · a2 white pawn · b2 white pawn · e2 white pawn · f2 white pawn · g2 white bishop · h2 white pawn · a1 white rook · b1 white knight · c1 white bishop · d1 white queen · f1 white rook · g1 white king | a8 black rook · b8 black knight · c8 black bishop · d8 black queen · f8 black rook · g8 black king · a7 black pawn · b7 black pawn · c7 black pawn · e7 black pawn · g7 black bishop · h7 black pawn · d6 black pawn · f6 black knight · g6 black pawn · f5 black pawn · c4 white pawn · d4 white pawn · f3 white knight · g3 white pawn · a2 white pawn · b2 white pawn · e2 white pawn · f2 white pawn · g2 white bishop · h2 white pawn · a1 white rook · b1 white knight · c1 white bishop · d1 white queen · f1 white rook · g1 white king | a8 black rook · b8 black knight · c8 black bishop · d8 black queen · f8 black rook · g8 black king · a7 black pawn · b7 black pawn · c7 black pawn · e7 black pawn · g7 black bishop · h7 black pawn · d6 black pawn · f6 black knight · g6 black pawn · f5 black pawn · c4 white pawn · d4 white pawn · f3 white knight · g3 white pawn · a2 white pawn · b2 white pawn · e2 white pawn · f2 white pawn · g2 white bishop · h2 white pawn · a1 white rook · b1 white knight · c1 white bishop · d1 white queen · f1 white rook · g1 white king | a8 black rook · b8 black knight · c8 black bishop · d8 black queen · f8 black rook · g8 black king · a7 black pawn · b7 black pawn · c7 black pawn · e7 black pawn · g7 black bishop · h7 black pawn · d6 black pawn · f6 black knight · g6 black pawn · f5 black pawn · c4 white pawn · d4 white pawn · f3 white knight · g3 white pawn · a2 white pawn · b2 white pawn · e2 white pawn · f2 white pawn · g2 white bishop · h2 white pawn · a1 white rook · b1 white knight · c1 white bishop · d1 white queen · f1 white rook · g1 white king | a8 black rook · b8 black knight · c8 black bishop · d8 black queen · f8 black rook · g8 black king · a7 black pawn · b7 black pawn · c7 black pawn · e7 black pawn · g7 black bishop · h7 black pawn · d6 black pawn · f6 black knight · g6 black pawn · f5 black pawn · c4 white pawn · d4 white pawn · f3 white knight · g3 white pawn · a2 white pawn · b2 white pawn · e2 white pawn · f2 white pawn · g2 white bishop · h2 white pawn · a1 white rook · b1 white knight · c1 white bishop · d1 white queen · f1 white rook · g1 white king | a8 black rook · b8 black knight · c8 black bishop · d8 black queen · f8 black rook · g8 black king · a7 black pawn · b7 black pawn · c7 black pawn · e7 black pawn · g7 black bishop · h7 black pawn · d6 black pawn · f6 black knight · g6 black pawn · f5 black pawn · c4 white pawn · d4 white pawn · f3 white knight · g3 white pawn · a2 white pawn · b2 white pawn · e2 white pawn · f2 white pawn · g2 white bishop · h2 white pawn · a1 white rook · b1 white knight · c1 white bishop · d1 white queen · f1 white rook · g1 white king | 1 |
|   | a | b | c | d | e | f | g | h |   |

 Традиционални редослед потеза укључује да бијели игра 2.ц4. Чешће, бијели ће почети са 2.г3. Неке уобичајене варијанте су: ц4 се игра након г3 и Лг2; ц4 се игра након Сф3; а ц4 се игра после 0-0.
Примјери:
- традиционални: 2.ц4 Сф6 3.г3 г6 4. Лг2 Лг7 5. Сф3 0-0 6,0-0 д6
- често: 2.г3 Сф6 3. Лг2 г6 4. Сф3 Лг7 5.0-0 0-0 6.ц4 д6 (види дијаграм)

### Остали потези
Бели има разне агресивније алтернативе стандардним потезима, укључујући
- 2 Сц3 Сф6 (или 2 ... д5) 3. Лг5;
- 2 Лг5;
- 2.е4!?, Стонтон Гамбит, назван по Хауарду Стонтону, који га је увео у свом мечу против Бернхарда Хорвитза .[7][8] Стонтон Гамбит је једно вријеме била страховита нападачка линија [9] али више од 80 година није била фаворизирана. Велемајстор Лари Кристиансен и међународни мајстор Џереми Силман изјавили су да "у најбољем случају нуди равноправност бијелог".[10]
- Карл Маиет је представио потпуно другачији гамбит приступ холандској 1839. против вон дер Ласа, играјући 2.х3, а затим 3.г4.[11] Вон дер Ласа је касније објавио анализу ове линије у првом издању Хандбуцх дес Сцхацхспиелс .[12][13] Виктор Корчној, један од водећих свјетских играча, поново је увео линију у тренинг турнира у Корчној – Канел, Бил 1979.[14] ГМ Кристиансен је касније закључио, као што су вон дер Ласа и Стонтон учинили више од 140 година раније, да је црни могао да добије добру игру одбацивањем гамбита са 2. . . Сф6 3.г4 д5! [15]

Црно понекад почиње са наредним потезом 1 ... е6 да би се избегле ове линије, мада онда црни мора да буде спреман да игра француску одбрану уколико бијели настави 2.е4, тако да холандска одбрана више није опција.

## ЕЦО
Енциклопедија шаховских отварања ( ECO ) има двадесет кодова за холандску одбрану, од А80 до А99.
- А80: 1.д4 ф5
- А81: 1.д4 ф5 2.г3
- А82: 1.д4 ф5 2.е4 ( Стаунтон Гамбит )
- А83: 1.д4 ф5 2.е4 фхе4 3. Сц3 Сф6 4. Лг5 (Стаунтон Гамбит)
- А84: 1.д4 ф5 2.ц4
- А85: 1.д4 ф5 2.ц4 Сф6 3. Сц3 (Рубинштајнова варијанта)
- А86: 1.д4 ф5 2.ц4 Сф6 3.г3
- А87: 1.д4 ф5 2.ц4 Сф6 3.г3 г6 4. Лг2 Лг7 5. Сф3 (Холандски)
- А88: 1.д4 ф5 2.ц4 Сф6 3.г3 г6 4. Лг2 Лг7 5. Сф3 0-0 6.0-0 д6 7. Нц3 ц6 (Лењинградска холандска)
- А89: 1.д4 ф5 2.ц4 Сф6 3.г3 г6 4. Лг2 Лг7 5. Сф3 0-0 6.0-0 д6 7. Сц3 Сц6 (Лењинградска холандска)
- А90: 1.д4 ф5 2.ц4 Сф6 3.г3 е6 4. Лг2
- А91: 1.д4 ф5 2.ц4 Сф6 3.г3 е6 4. Лг2 Ле7
- А92: 1.д4 ф5 2.ц4 Сф6 3.г3 е6 4. Лг2 Ле7 5. Сф3 0-0
- А93: 1.д4 ф5 2.ц4 Сф6 3.г3 е6 4. Лг2 Ле7 5. Сф3 0-0 6.0-0 д5 7.б3 (Ботвиникова варијанта)
- А94: 1.д4 ф5 2.ц4 Сф6 3.г3 е6 4. Лг2 Ле7 5. Сф3 0-0 6.0-0 д5 7.б3 ц6 8. Ба3 (Стонвол)
- А95: 1.д4 ф5 2.ц4 Сф6 3.г3 е6 4. Лг2 Ле7 5. Сф3 0-0 6.0-0 д5 7. Сц3 ц6 (Стонвол)
- А96: 1.д4 ф5 2.ц4 Сф6 3.г3 е6 4. Лг2 Ле7 5. Сф3 0-0 6,0-0 д6
- А97: 1.д4 ф5 2.ц4 Сф6 3.г3 е6 4. Лг2 Ле7 5. Сф3 0-0 6.0-0 д6 7. Сц3 Де8 (Илин – Геневскијева варијанта)
- А98: 1.д4 ф5 2.ц4 Сф6 3.г3 е6 4. Лг2 Ле7 5. Сф3 0-0 6.0-0 д6 7. Сц3 Де8 8. Дц2 (Илин – Геневскијева варијанта)
- А99: 1.д4 ф5 2.ц4 Сф6 3.г3 е6 4. Лг2 Ле7 5. Сф3 0-0 6.0-0 д6 7. Сц3 Де8 8.б3 (Илин – Геневскијева варијанта)